# Kulturpalast der Matrosen (Mariupol)

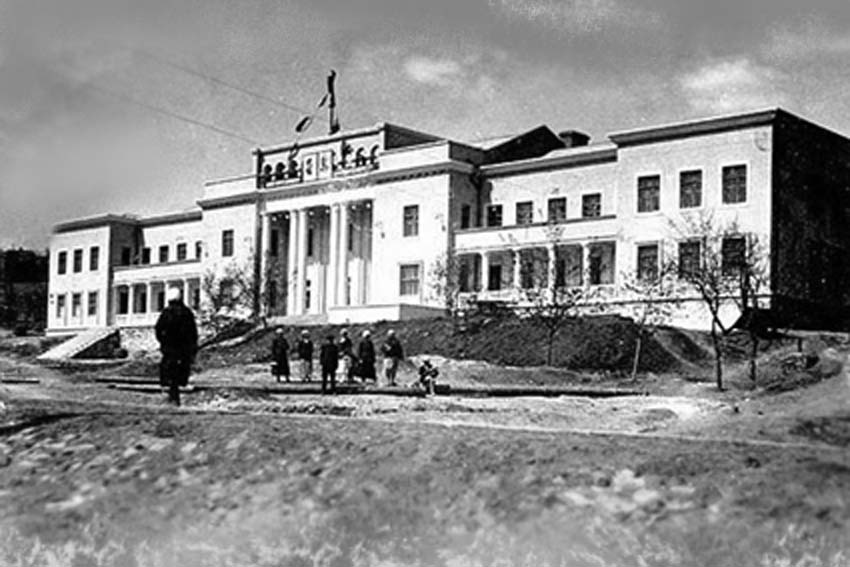
Kulturpalast der Matrosen (1940) vor der Zerstörung

Der Kulturpalast der Matrosen (russisch Дворец культуры моряков) ist ein ehemaliger Kulturpalast in Mariupol.

## Lage
Der Kulturpalast liegt auf einem Hügel westlich oberhalb des Mariupoler Seehandelshafens (ukrainisch Маріупольський морський торговельний порт) und ist dadurch weithin sichtbar. Der ehemalige Kulturpalast befindet sich an der Ecke des Lunin-Prospekts (ukrainisch проспект Луніна, 173) zur Großen Asowschen Straße (ukrainisch Велика азовська вулиця). Mehrere Treppenanlagen führen zum Gebäude hinauf.

## Geschichte
Südwestlich des Stadtzentrums wurde im Jahr 1936 ein Kulturpalast für die Seeleute im Primorski Rajon der Hafenstadt am Asowschen Meer geplant. Der Architekt G. I. Lebedinskij (1906–1997), der später an den Entwürfen für die Russische Botschaft in Berlin beteiligt war, konzipierte ein breitgelagertes Gebäude, das im Jahr 1940 fertig gestellt wurde. Kurz darauf betraf der Zweite Weltkrieg auch Mariupol und ab Juni 1941 befand sich hier das Hauptquartier der Asowschen Militärflottille. Die Rote Armee musste die Stadt bald danach verlassen, das Gebäude wurde von Einheimischen geplündert und im Oktober 1941 wurde der Kulturpalast zum Hauptquartier der deutschen Besatzer. Diese betrieben hier auch ein Tanzlokal und Bordell. Im Jahr 1943 wurde Mariupol erneut von der Sowjetunion erobert, weshalb die Deutschen das Bauwerk vor ihrem Abzug in Brand steckten.
In seiner kurzen Zeit als Kulturpalast wurden im Gebäude häufig Tanzveranstaltungen angeboten, die teils auch auf einem Flachdach stattfanden. Zudem gab es einen Zuschauerraum mit Bühne für Aufführungen. Im Gebäude wurden Zirkel der verschiedensten Kulturbereiche, darunter Kunst und Literatur, Streichorchester und Chor, für Jugendliche und Studenten abgehalten.
Die Brandruine wurde in den 1960er Jahren wiederaufgebaut, innen neu konzipiert und in den Firmensitz der Handelsfirma «Torgmortrans» (russisch Торгмортранс, kurz für торговый морской транспорт, deutsch Seehandelstransport) verwandelt, die auf die Versorgung von Schiffsbesatzungen und Hafenarbeitern spezialisiert ist. Diese Firma war eng mit der Reederei Mariupols verbunden und mit deren Niedergang um das Jahr 2000 musste auch das Gebäude aufgegeben werden. Seitdem werden hier durch Torgmortrans Büros vermietet, so dass es zunehmend verfällt. Renovierungen der Fassade erwiesen sich als zwecklos, da die Nähe der Industrieanlagen – insbesondere von Kohlelagerplätzen – dem Gebäude zusetzt.
Bereits vor dem Wiederaufbau war im Jahr 1958 näher an der Stadt ein neuer Kulturpalast der Matrosen entstanden, der später in Kulturpalast Tschajka umbenannt wurde.

## Baubeschreibung
Das zweistöckige Gebäude ist ein breitgelagerter Bau der Moderne, der 21 Achsen aufweist. Der Mittelteil sowie die beiden Enden des Rechteckbaus sind wie Risalite aus der Gebäudeflucht herausgeschoben. Zwischen ihnen befindet sich jeweils ein Balkonvorbau, der einer Loggia oder Veranda ähnelt, so dass die Flügelbauten nicht wie solche wirken. Der zentrale Teil des Kulturpalastes besteht aus fünf Achsen und ist zusätzlich durch eine mehrteilige Treppenanlage, einen abweichend gestalteten Fries sowie sechs Säulen betont, die eine Vorhalle bilden. Die Überhöhung dieses Mittelbaus wurde nach der Zerstörung von 1943 aufgegeben, so dass dort nun nur noch eine Arkadenwand den Akzent setzt, die den letzten Rest dieser Überhöhung darstellt. Der Gesamtbau bewahrte seine strenge Symmetrie, da die Veränderungen beim Wiederaufbau vor allem den Innenbereich betrafen. Wie zahlreiche andere Gebäude der 1950er Jahre in der Sowjetunion kann man es auch zum Sozialistischen Klassizismus zuordnen, wenngleich nur die Arkaden und Säulen darauf hindeuten. Die südlich vorgelagerte Treppenanlage besteht aus einem doppelläufigen unteren Teil, der von Balustraden geprägt ist und in einer Plattform endet, sowie aus der Haupttreppe, die in das Gebäude führt. Die westliche Veranda besitzt einen eigenen Treppenzugang.